# Leo Randolph
Leo Randolph   () és un boxejador estatunidenc, ja retirat, guanyador d'una medalla olímpica.
Randolph va tenir una carrera amateur destacada. El 1975 es va proclamar campió nacional del pes mosca Golden Gloves i el 1976 campió nacional del pes mosca de l'AAU. Aquell mateix any va prendre part en els Jocs Olímpics d'Estiu de Montreal, on va guanyar la medalla d'or en la categoria del pes mosca del programa de boxa, en guanyar la final al cubà Ramón Duvalón.
El 1978 passà al professionalisme. El 1980, amb un balanç de 16 victòries i una derrota, va desafiar Ricardo Cardona pel títol de pes supergall de la WBA en un combat disputat a Seattle. Randolph va guanyar per knockout tècnic al 15è assalt. En el següent combat va perdre el títol contra Sergio Víctor Palma per knockout tècnic al 5è assalt. Randolph es va retirar després del combat.
Una vegada retirat, el 1988 va començar a treballar per a l'empresa d'autobusos públics Pierce Transit, a l'estat de Washington, on ho va fer fins a la seva jubilació a finals del 2023.